# Modelos de población matricial
Los modelos de población matricial son un tipo específico de modelo de población que utiliza álgebra matricial. Los modelos de población se utilizan en ecología de poblaciones para modelar la dinámica de la vida silvestre o las poblaciones humanas. El álgebra de matrices, a su vez, es simplemente una forma de taquigrafía algebraica para resumir un mayor número de cálculos algebraicos a menudo repetitivos y tediosos.
{\displaystyle N_{t+1}=N_{t}+B-D+I-E,}
donde:
- Nt+1 = abundancia en el tiempo t+1
- Nt = abundancia en el tiempo t
- B = número de nacimientos dentro de la población entre Nt y Nt+1
- D = número de muertes dentro de la población entre Nt y Nt+1
- I = número de personas que inmigran a la población entre Nt y Nt+1
- E = número de individuos que emigran de la población entre Nt y Nt+1

Esta ecuación se denomina modelo BIDE (modelo de nacimiento, inmigración, muerte, emigración; en inglés Birth, Immigration, Death, Emigration model).
Aunque los modelos BIDE son conceptualmente simples, las estimaciones confiables de las 5 variables contenidas en ellos (N, B, D, I y E) a menudo son difíciles de obtener. Por lo general, un investigador intenta estimar la abundancia actual, Nt, a menudo utilizando algún tipo de técnica de marcado y recuperación. Las estimaciones de B se pueden obtener mediante una proporción de inmaduros a adultos poco después de la temporada de reproducción, Ri. El número de muertes puede obtenerse estimando la probabilidad de supervivencia anual, generalmente mediante métodos de marcado y recaptura, y luego multiplicando la abundancia actual y la tasa de supervivencia. A menudo, la inmigración y la emigración se ignoran porque son muy difíciles de estimar.
Para mayor simplicidad, puede ser útil pensar en el tiempo t como el final de la temporada de reproducción en el año t e imaginar que se está estudiando una especie que solo tiene una temporada de reproducción discreta por año.
El modelo BIDE puede entonces expresarse como:
{\displaystyle N_{t+1}=N_{t,a}\times S_{a}+N_{t,i}\times R_{i}\times S_{i}}
donde:
- Nt, a = número de hembras adultas en el momento t
- Nt, i = número de hembras inmaduras en el tiempo t
- Sa = supervivencia anual de las hembras adultas desde el tiempo t al tiempo t+1
- Si = supervivencia anual de hembras inmaduras desde el tiempo t al tiempo t+1
- Ri = proporción de hembras jóvenes supervivientes al final de la temporada de reproducción por hembra reproductora

En notación matricial, este modelo se puede expresar como:
{\displaystyle {\begin{aligned}{\begin{pmatrix}N_{t+l_{i}}\\N_{t+l_{a}}\end{pmatrix}}&={\begin{pmatrix}S_{i}R_{i}&S_{a}R_{i}\\S_{i}&S_{a}\end{pmatrix}}{\begin{pmatrix}N_{t_{i}}\\N_{t_{a}}\end{pmatrix}}\end{aligned}}.}
Suponga que está estudiando una especie con una vida útil máxima de 4 años. La siguiente es una matriz de Leslie basada en la edad para esta especie. Cada fila de la primera y tercera matrices corresponde a animales dentro de un rango de edad determinado (0–1 años, 1–2 años y 2–3 años). En una matriz de Leslie, la fila superior de la matriz del medio consta de fertilizaciones específicas por edad: F1, F2 y F3. Tenga en cuenta que F1 = Si × Ri en la matriz anterior. Dado que esta especie no vive hasta los 4 años, la matriz no contiene un término S3.
{\displaystyle {\begin{aligned}{\begin{pmatrix}N_{t+l_{1}}\\N_{t+l_{2}}\\N_{t+l_{3}}\end{pmatrix}}&={\begin{pmatrix}F_{1}&F_{2}&F_{3}\\S_{1}&0&0\\0&S_{2}&0\end{pmatrix}}{\begin{pmatrix}N_{t_{1}}\\N_{t_{2}}\\N_{t_{3}}\end{pmatrix}}\end{aligned}}.}
Estos modelos pueden dar lugar a patrones cíclicos interesantes o aparentemente caóticos en abundancia a lo largo del tiempo cuando las tasas de fertilidad son altas.
Los términos Fi y Si pueden ser constantes o pueden ser funciones del entorno, como el hábitat o el tamaño de la población. La aleatoriedad también se puede incorporar al componente ambiental.